# Economia de Guyana

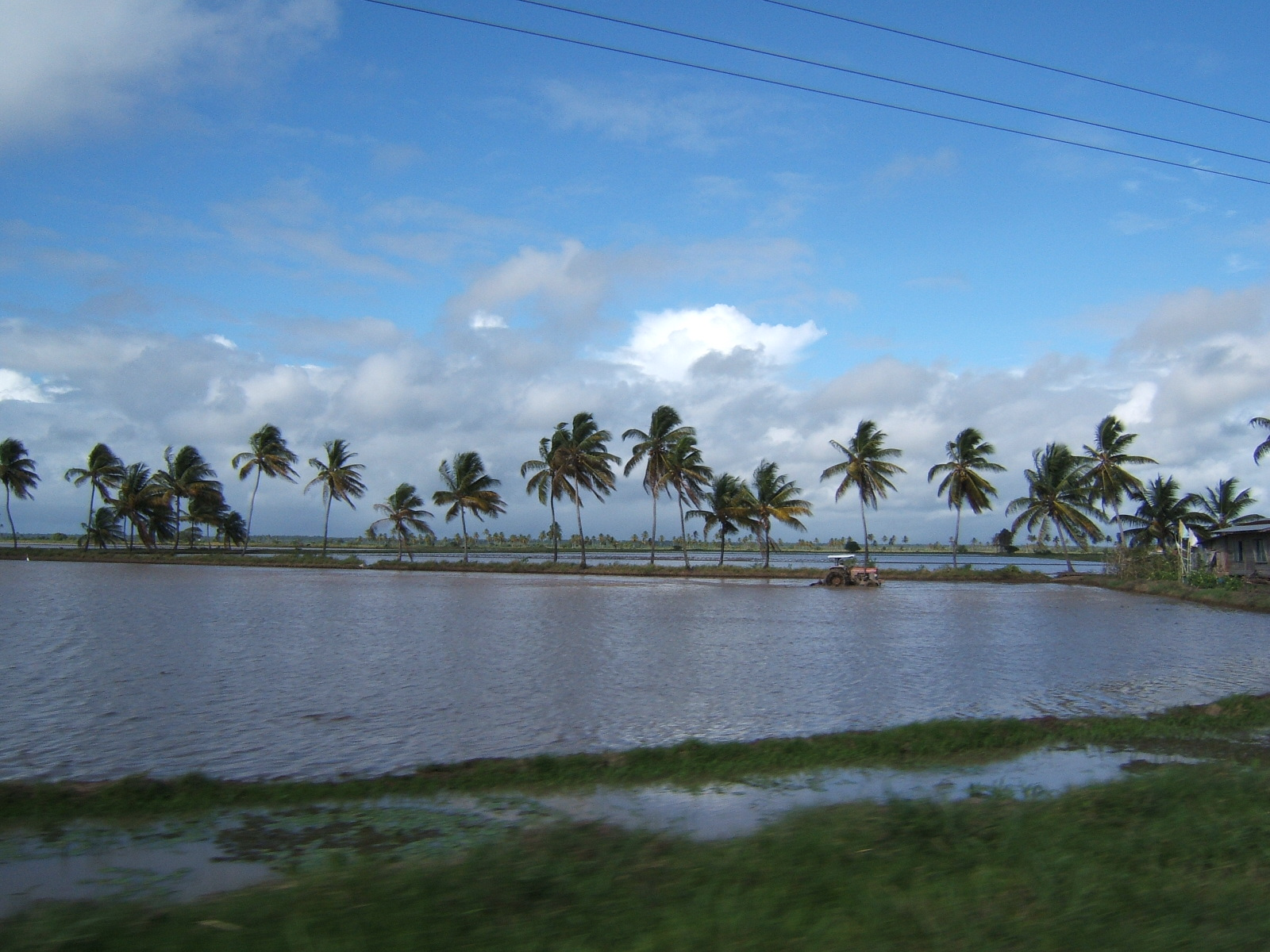
Plantació d'arròs en Guyana.

L'economia de Guyana va exhibir un moderat creixement econòmic entre 2001 i 2007, basat en l'expansió dels sectors agrícola i mineria. L'economia depèn de l'exportació de sis productes: sucre, or, bauxita, gambes, fusta i arròs - que representen gairebé el 60% del PIB del país, i són susceptibles a les condicions climàtiques i als preus internacionals.
L'expansió dels negocis, una taxa d'interès més realista, un control més intens de la inflació i el suport continuat d'organitzacions internacionals. L'economia es va recuperar després de les inundacions de 2005. L'ingrés del país al mercat comú del Carib - Caricom - el gener 2006 va ampliar els mercats d'exportacions del país, especialment les primeres matèries.
Els problemes crònics inclouen l'escassedat de treballadors especialitzats i una infraestructura deficient.